# Mont Bessou
Pour les articles homonymes, voir Bessou.
Le mont Bessou est un sommet du Massif central, en France, situé sur la commune de Meymac, dans le département de la Corrèze.
Avec 977 m d'altitude, c'est à la fois le point culminant du plateau de Millevaches, sur la bordure sud-orientale duquel il se trouve, du département de la Corrèze et du Limousin.
Ce statut symbolique justifie la présence d'aménagements touristiques à son sommet, dont une tour offrant un point de vue vers l'est. On y trouve également un émetteur de grande taille, qui constitue la plus haute construction humaine de la Corrèze.
Presque entièrement boisé, dominé par les résineux, le paysage du mont Bessou est représentatif de celui des hauts plateaux limousins, marqués depuis le milieu du XXe siècle par l'exploitation forestière après avoir été des territoires de pâture pour l'élevage ovin extensif.

## Toponymie
Le toponyme est probablement à rapprocher de l'occitan bessou ou besson (« jumeau »), le mont Bessou étant fréquemment associé à un autre sommet proche d'altitude comparable (970 m), le puy Pendu,.

## Géographie

### Localisation

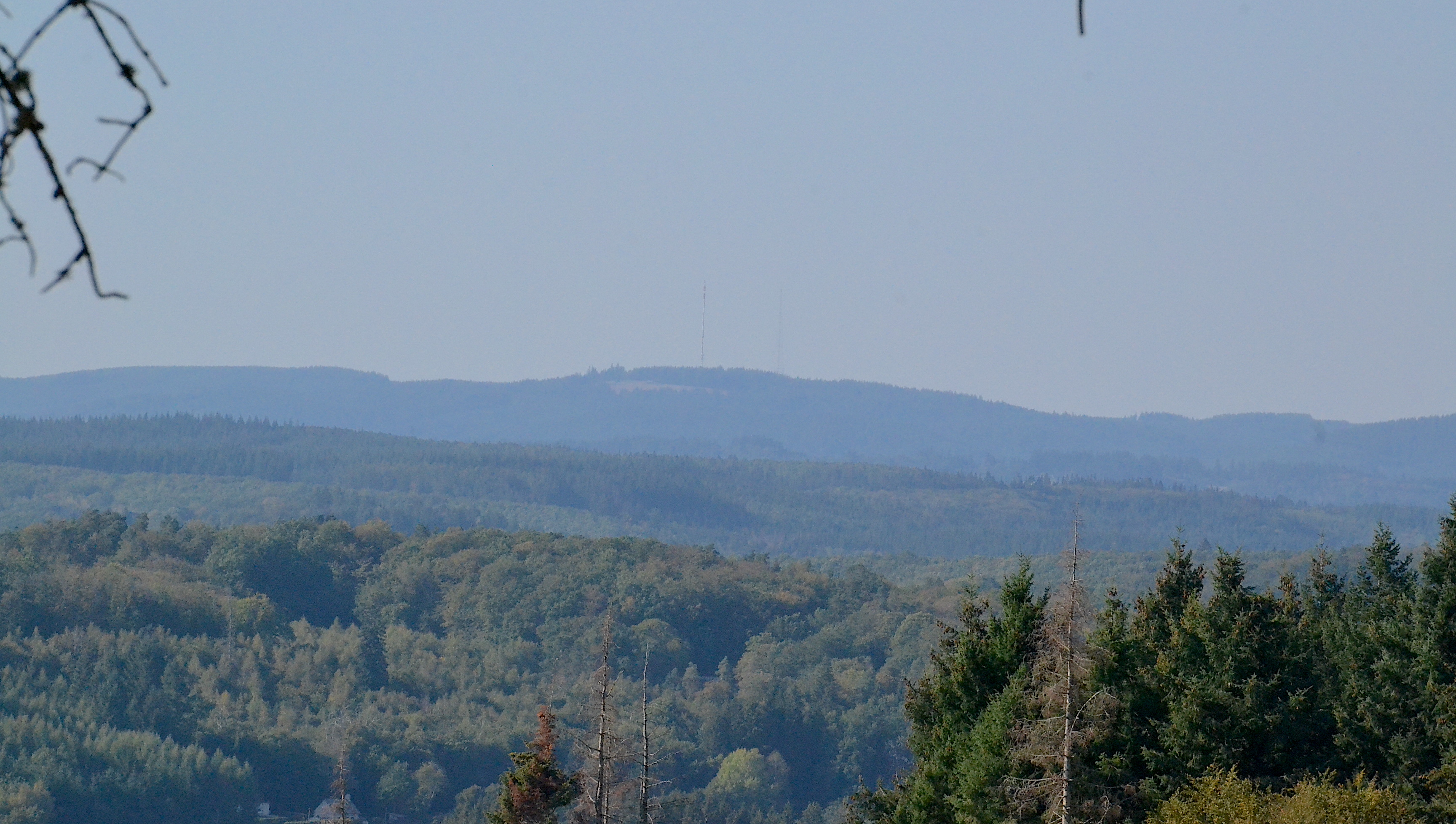
Le mont Bessou vu depuis le puy de Manzagol, environ 24 km au sud-est.

Le mont Bessou appartient au Massif central, et en son sein, au plateau de Millevaches, vaste plateau granitique bosselé qui occupe le nord de la Corrèze et le sud de la Creuse. Il se situe sur sa bordure sud-est, et domine ainsi d'environ 250 à 300 m le plateau secondaire qui à l'est, sépare les hautes terres de Millevaches de la vallée de la Dordogne. C'est à son pied, au début de ce plateau secondaire, intermédiaire, parfois qualifié sobrement de « plateau(x) corrézien(s) » ou « hauts plateaux corréziens », que se trouve le bourg de Meymac, chef-lieu de la commune à laquelle appartient le mont. Le centre de Meymac se trouve à environ 4 km à vol d'oiseau du sommet du mont Bessou. Sur son flanc ouest, le mont Bessou n'est que très faiblement proéminent, le plateau de Millevaches étant ici d'une altitude moyenne oscillant entre 850 et 950 m.
Le mont Bessou est le plus élevé des sommets de la Corrèze. À ce titre, il est aussi le point le plus haut des monts du Limousin, qui rassemblent les plateaux et collines de l'ancienne province limousine (sud de la Haute-Vienne et Corrèze), allant de la Charente limousine à l'ouest aux gorges de la Dordogne à l'est). C'est aussi le point culminant de la Montagne limousine (qui regroupe l'ensemble des hautes terres du Limousin, compris dans son acception culturelle contemporaine, à savoir le regroupement des départements de l'ancienne région administrative). Il appartient en outre au parc naturel régional de Millevaches en Limousin.
Il faut s'éloigner d'environ 40 km vers l'est pour trouver des terres plus élevées que le mont Bessou, dans le secteur de Tauves (Puy-de-Dôme).
Par les panoramas qu'il offre, le géographe Michel Périgord le classe parmi les « paysages exceptionnels » du Limousin.

### Paysages

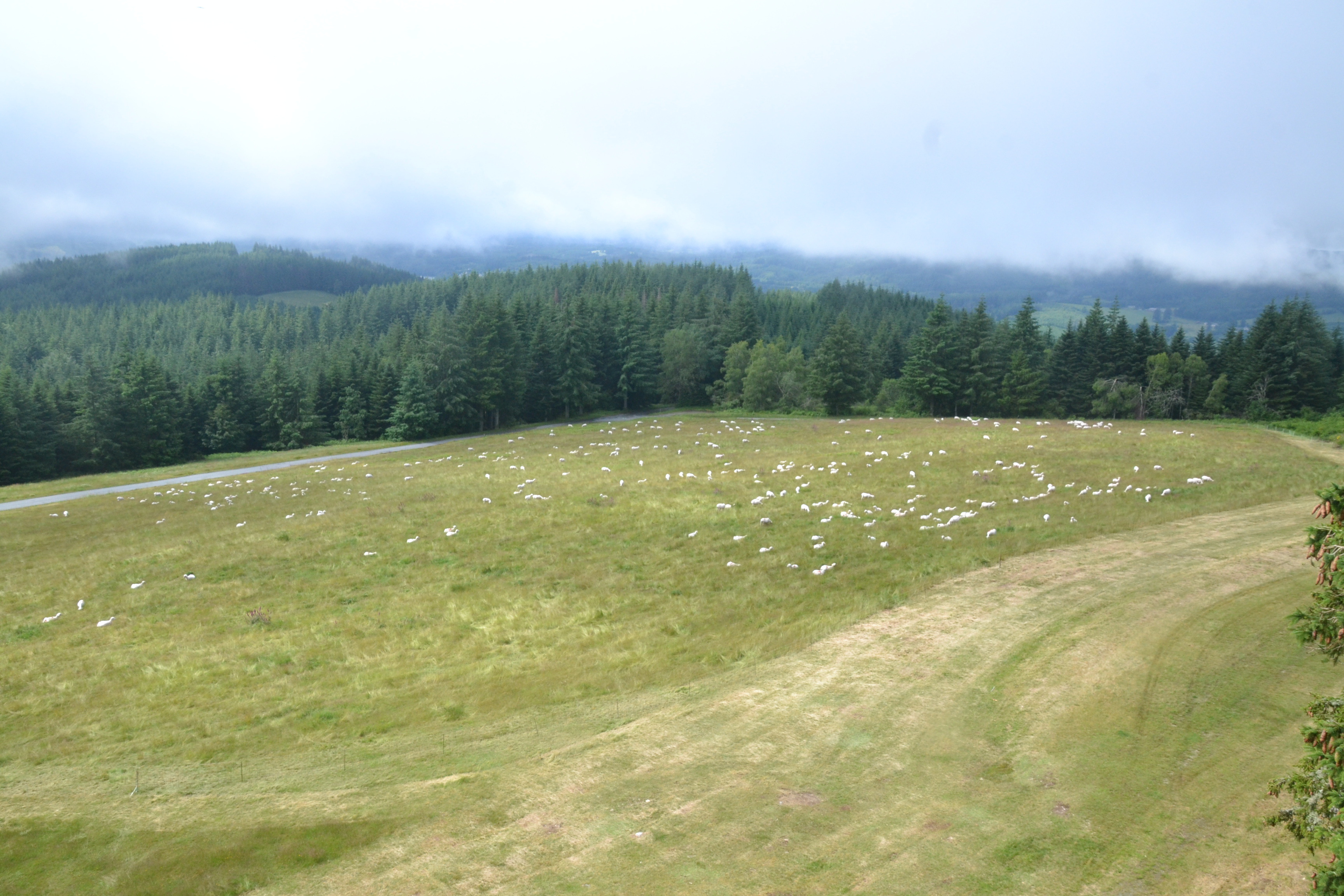
Paysage de pâture et de forêt plantée au sommet du mont.

Le mont Bessou est presque entièrement occupé par la forêt plantée et exploitée, partagée entre le sapin pectiné et le sapin de Douglas, et de façon marginale, l'épicéa de Sitka. 
Une parcelle de prairie est conservée au pied de la tour panoramique, et permet la pâture de moutons.
Le mont Bessou figure sur la liste des sites d'intérêt écologique et paysager (SIEP) du parc naturel régional de Millevaches en Limousin.

### Protection
Le mont Bessou n'est compris dans aucun périmètre de protection réglementaire. Une partie du pied septentrional du mont est toutefois concernée par la ZNIEFF du bassin de la haute Vézère.

## Histoire

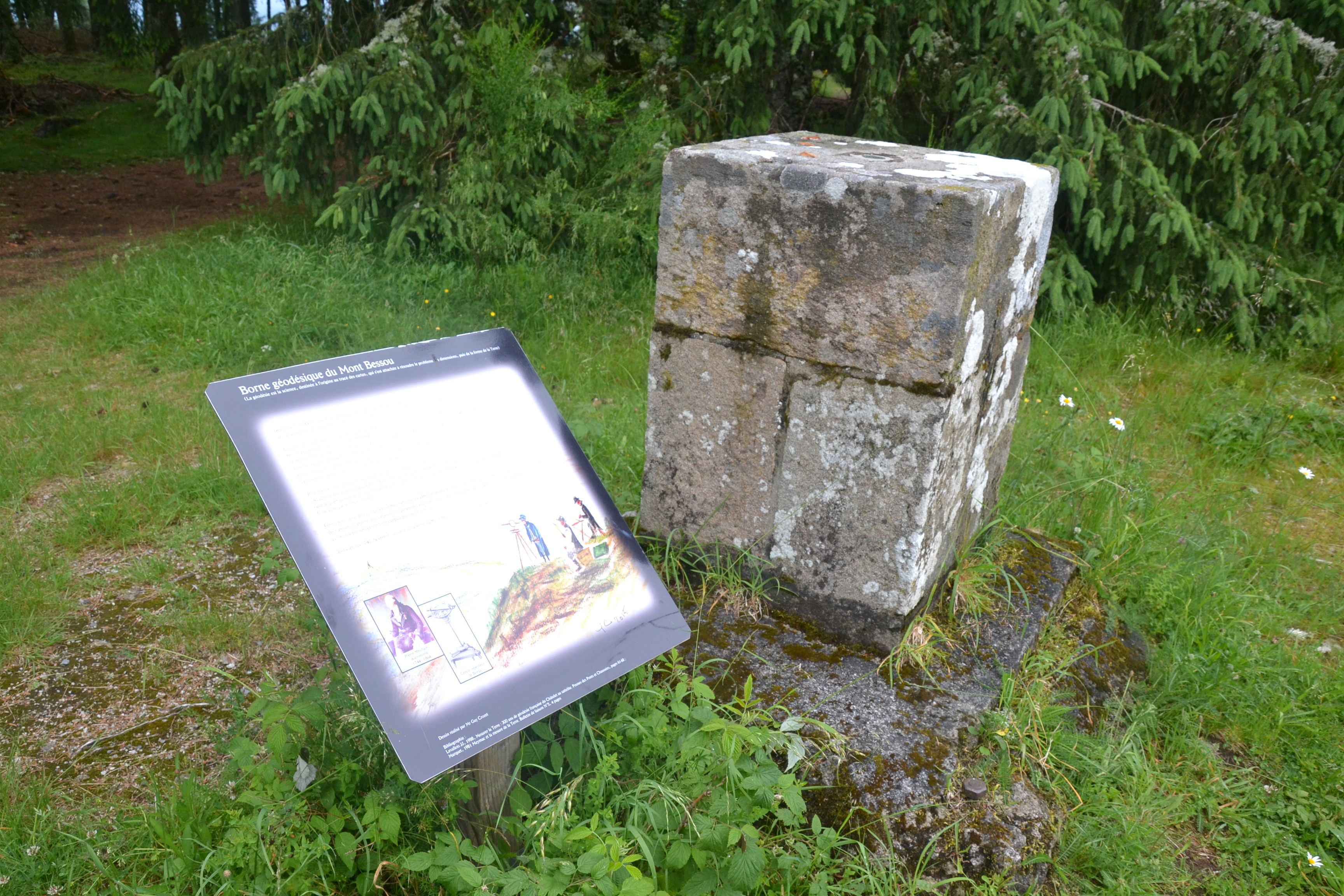
Borne géodésique, dont la première version date du XVIIIe siècle. La version en place est celle de 1874.

Au XIXe siècle, le mont Bessou est déjà clairement présenté comme le point culminant des monts limousins, notamment dans les ouvrages de géographie scolaire d'Eugène Cortambert, mais on lui attribue une altitude de 984 m. En 1881, le militaire Gustave Léon Niox fait de même, plaçant toutefois le Bessou devant un mystérieux « mont de Meymac » qui atteint lui 978 m. L'altitude erronée de 984 m apparaît de façon récurrente dans les éditions consacrées à l'enseignement jusqu'au début du XXe siècle, comme chez Lejosne en 1878, ou chez Mame encore en 1910. La mesure est finalement corrigée ; ainsi, le Bureau des longitudes fait-il état d'une altitude de 978 m pour la première fois dans son annuaire de 1909 après avoir publié celle de 984 jusqu'alors.
Majoritairement couvert de landes au milieu du XIXe siècle, le mont Bessou est partiellement boisé dès l'abandon des terres agricoles, à partir de 1873. En 1901, des témoignages écrits font état de peuplements de pins abîmés par la neige ; une coupe est faite en 1922.
Au début du XXe siècle, le mont Bessou, propriété communale, est en partie boisé ; on y coupe du mélèze et de l'épicéa, dont on retire quelque avantage. Le paysage dominant demeure toutefois la lande à bruyère jusqu'aux années 1940. Entre 1925 et 1955, le sommet du mont est planté de façon irrégulière de sapins pectinés, douglas et épicéas communs. L'hiver 1968-1969, particulièrement enneigé, provoque la perte des arbres. En 1973, des futaies régularisées des mêmes essences sont cette fois installées dans le cadre du Fonds forestier national,.
Dans les années 1970, le mont Bessou est équipé d'un chalet de location de skis pour la pratique du ski de fond. D'autres aménagements touristiques, comprenant la création d'un plan d'eau, d'une aire de pique-nique et de sentiers, sont effectués en 1973.
La partie sommitale de la forêt du mont Bessou est publique ; depuis 1997, après avoir été couverte par une forêt communale et sectionale, elle est propriété d'un Groupement syndical forestier, le GSF du mont Bessou, regroupant à parts égales le Conseil départemental de la Corrèze et la commune de Meymac, qui gère et exploite une superficie de 61 ha,. Un quart de la superficie forestière est décimée par la tempête de décembre 1999, avant que les travaux de régénération ne remédient à cette perte dans la décennie suivante.

## Antennes
Le sommet du mont Bessou est occupé par l'emprise d'un émetteur de radio et télévision de haute taille, édifié en 1973, et reconnaissable à sa peinture bicolore, blanc et rouge. Il est propriété de TDF. 
Une autre antenne plus récente, initialement détenue par la société Itas TIM, rachetée en 2016 par TDF, concerne la seule télévision. Conséquence de ce rachat, le démantèlement du second émetteur est effectué en octobre 2024.

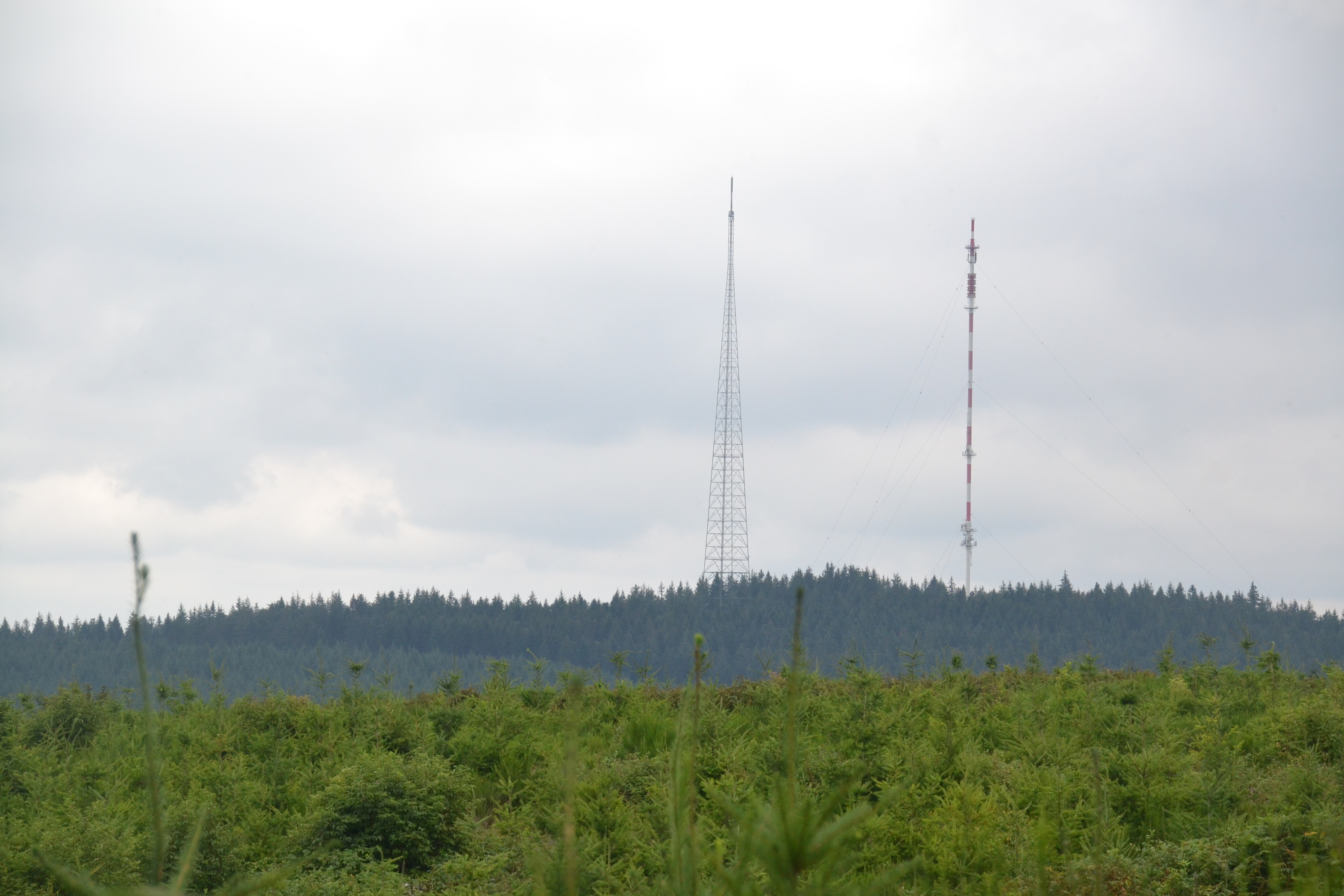
Les deux antennes.
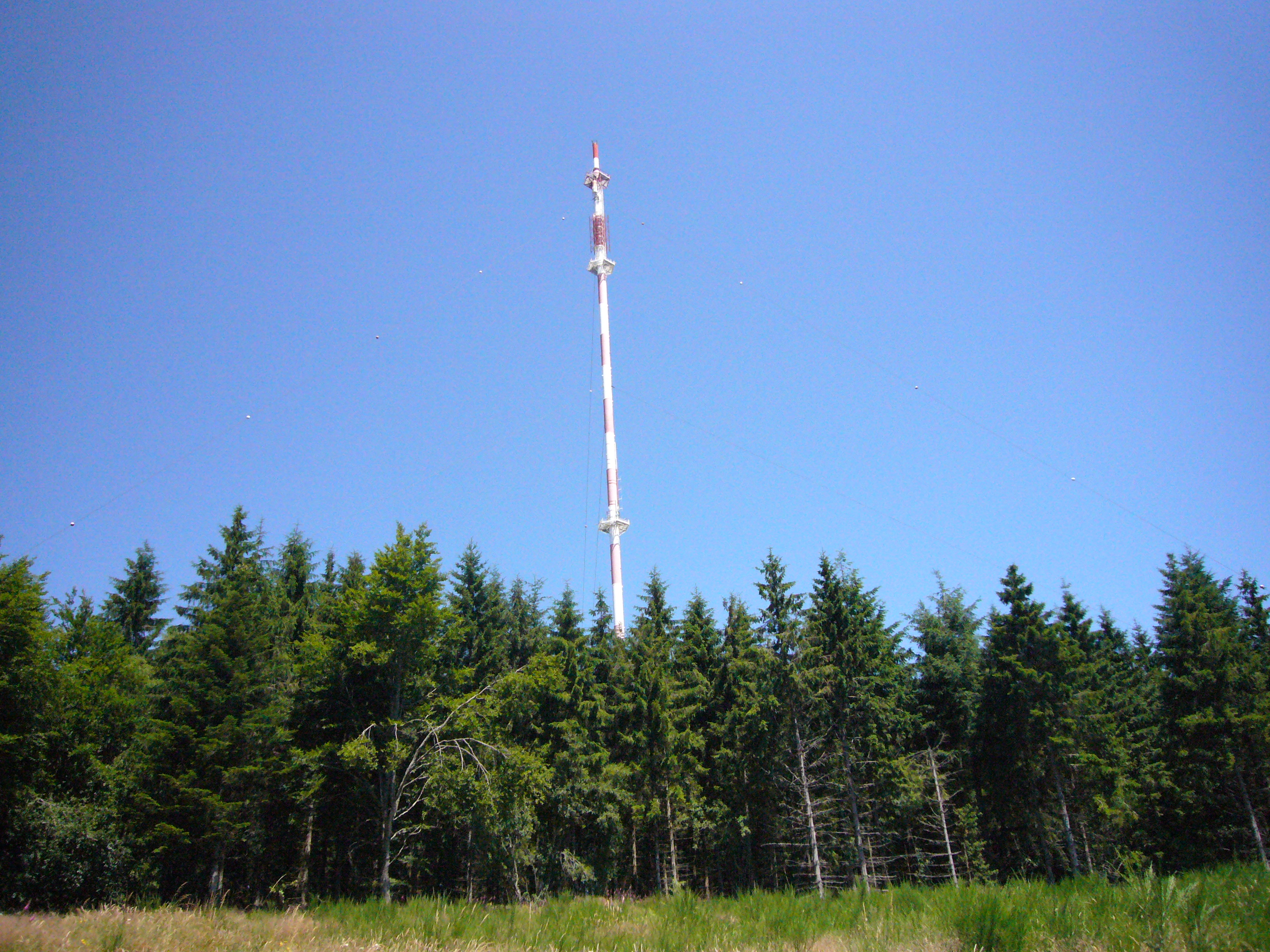
L'émetteur principal.
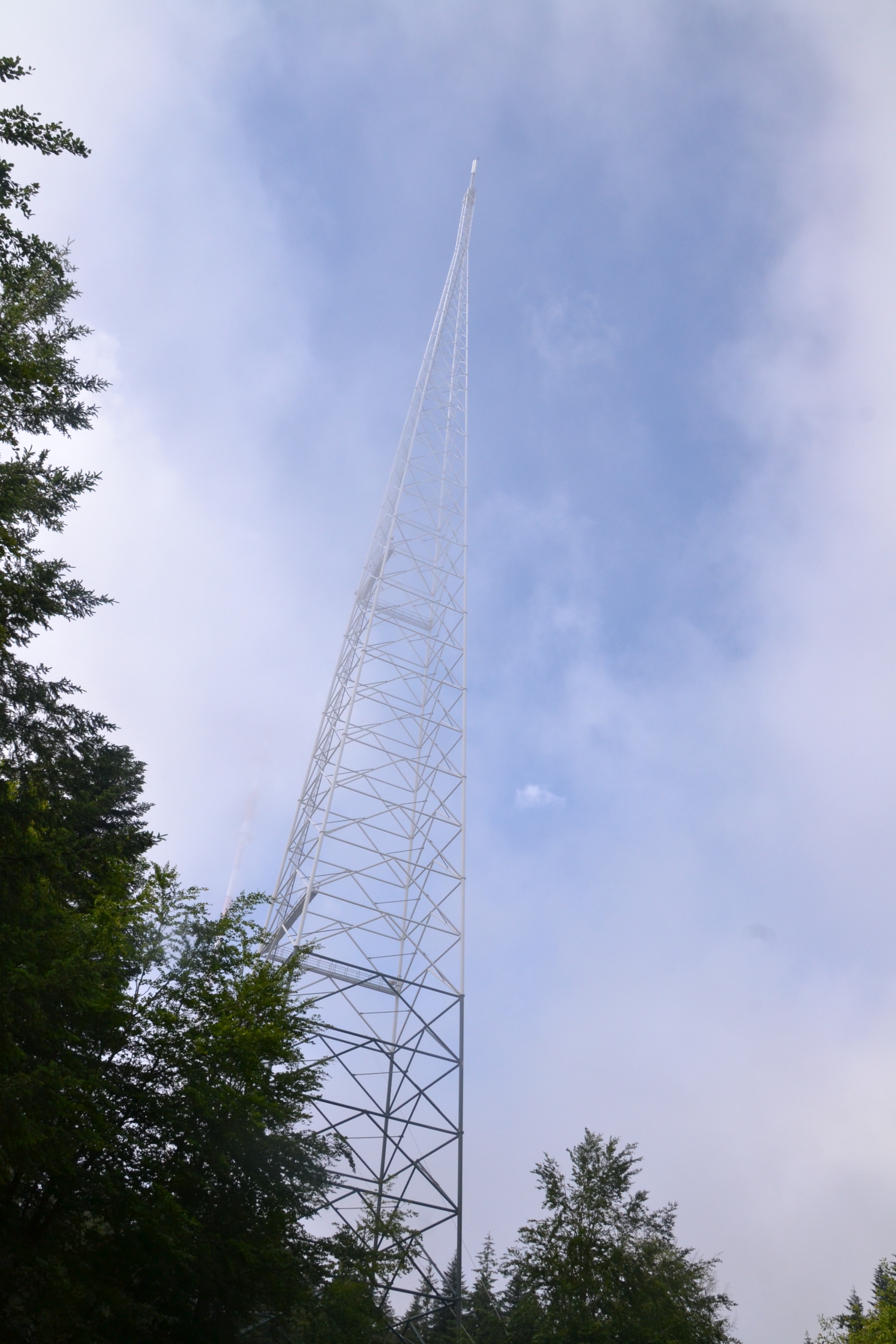
Le second émetteur.

## Tourisme
À partir des années 2000, le mont Bessou fait l'objet d'un aménagement favorisant la pratique des sports de pleine nature et du tourisme vert.

### Tour panoramique

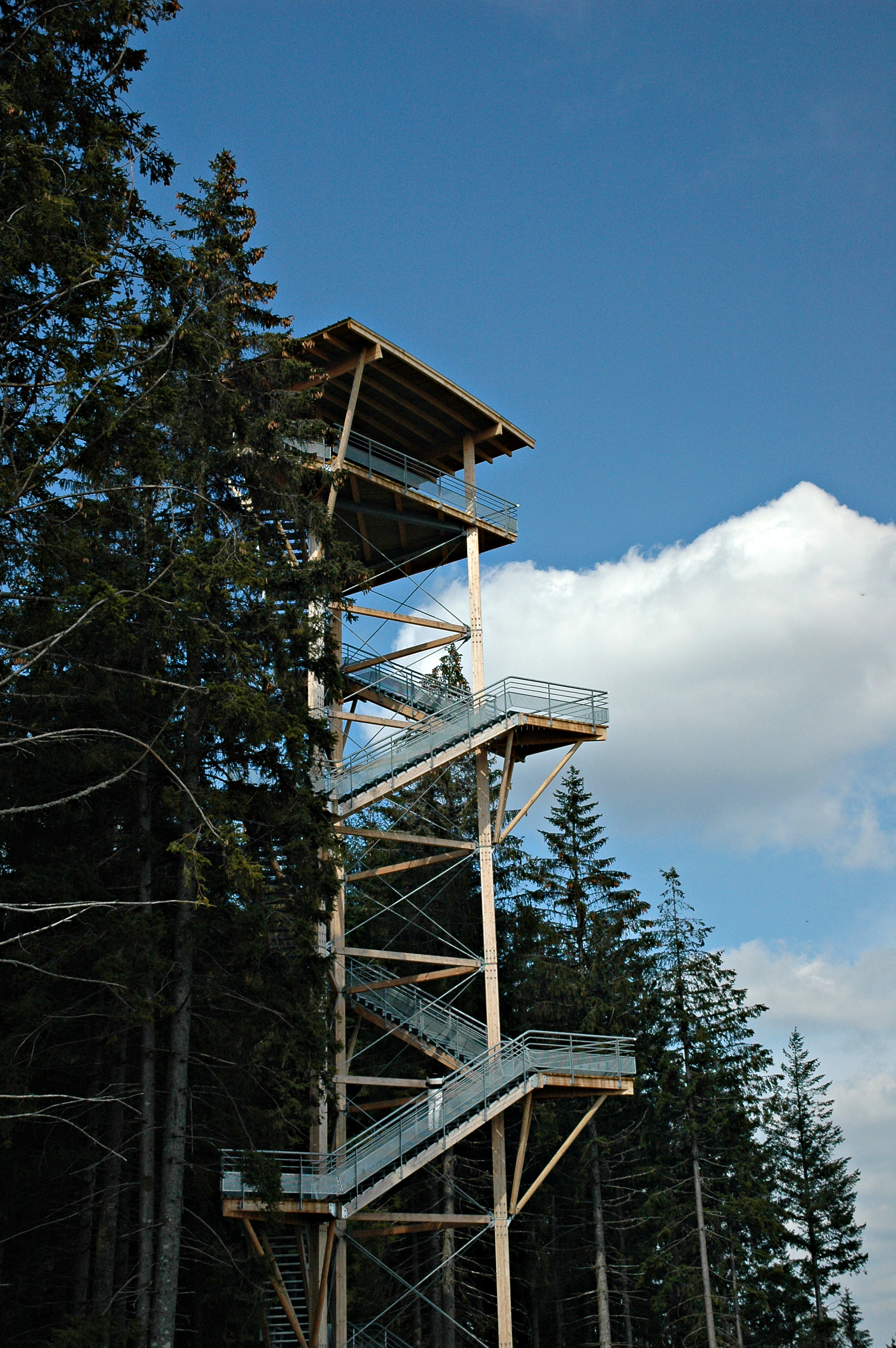
La tour panoramique du mont Bessou.

Faisant suite à un premier projet de tour en bois en 1969, une tour panoramique est construite au sommet du mont Bessou en 2005, en limite d'une prairie dont l'origine remonte à la tempête de décembre 1999 qui a déraciné une partie des conifères au sommet du mont, dégageant ainsi une large vue sur les environs. La tour est inaugurée le 17 juin 2005 par Jean-Pierre Dupont, alors président du conseil général de la Corrèze, son vice-président, Georges Pérol, ainsi que Serge Vialle, maire de Meymac et François Bonnin, architecte responsable du projet.
Cette tour en douglas d'une hauteur de 26 mètres, permet aux visiteurs d'atteindre symboliquement et supposément 1 000 m d'altitude. 148 marches et 7 paliers permettent d'en réaliser l'ascension. Chacun des paliers est agrémenté de panneaux détaillant les caractéristiques patrimoniales du site et de ses environs. 
Son sommet équipé de panneaux informatifs offre un panorama sur la région, en particulier vers l'est, comprenant le rebord du plateau de Millevaches, la ville d'Ussel proche et les monts d'Auvergne : les monts Dore (le puy de Sancy, la Banne d'Ordanche), le puy de Dôme et les monts du Cantal.
Il existe une copie en modèle réduit de la tour sur un rond-point de Meymac, et la tour panoramique de Moncalou, située en Dordogne à Florimont-Gaumier, constitue une réplique de la tour du Mont-Bessou. 

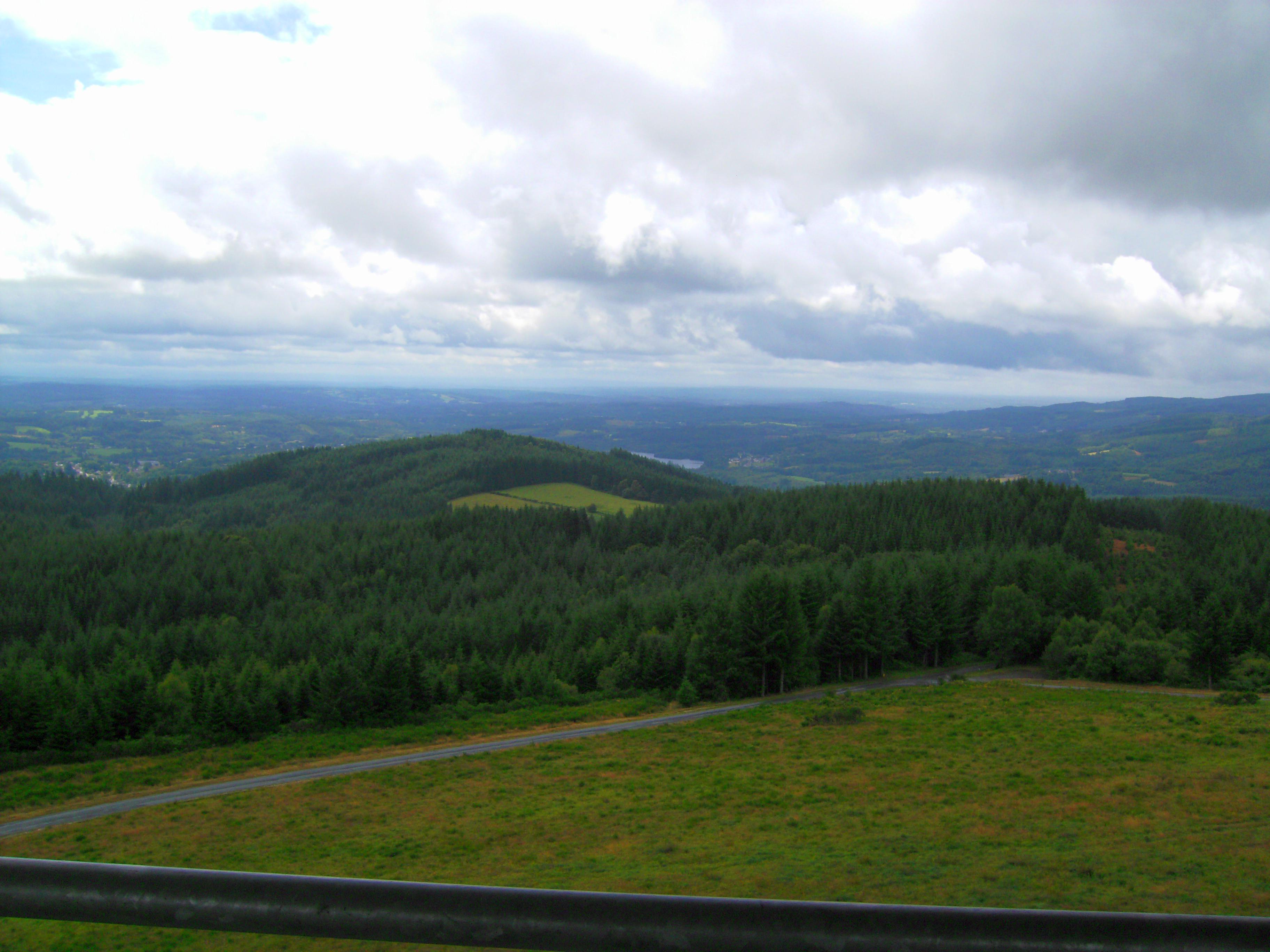
Vue vers le sud-est depuis la tour panoramique ; au milieu de l'image, le lac de Sèchemaille.
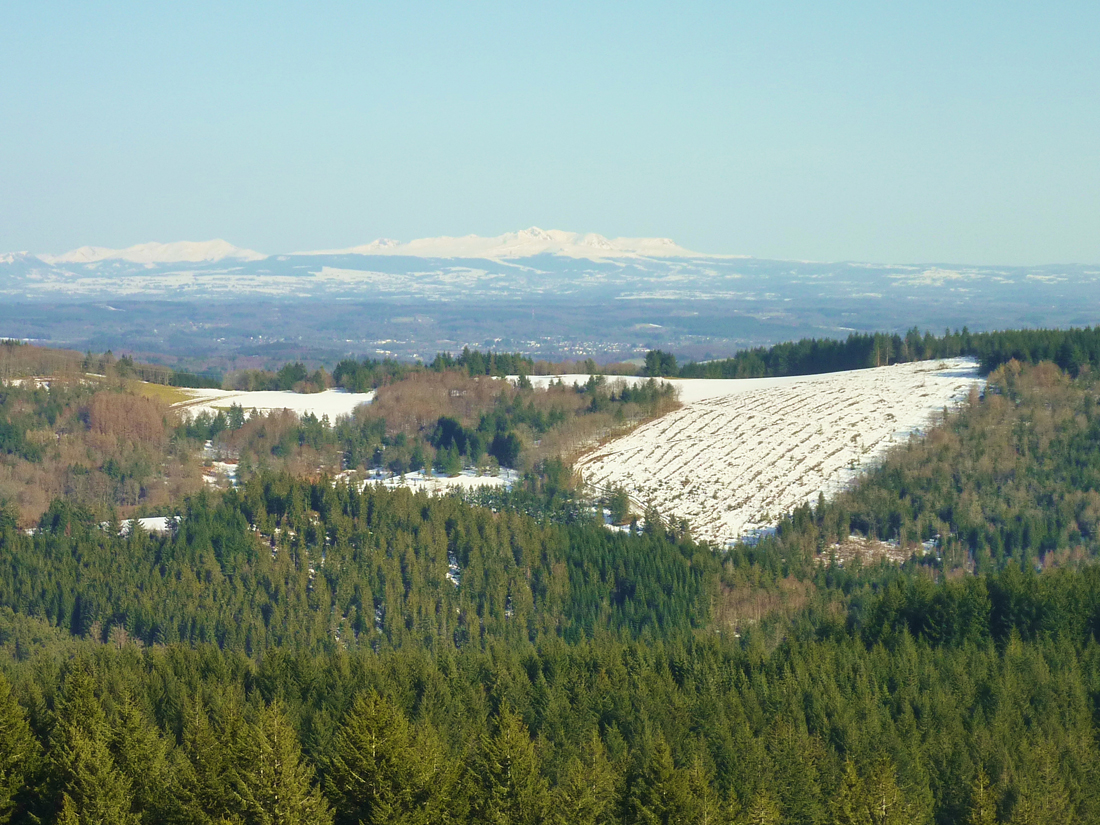
Vue sur le puy de Sancy depuis le mont Bessou.
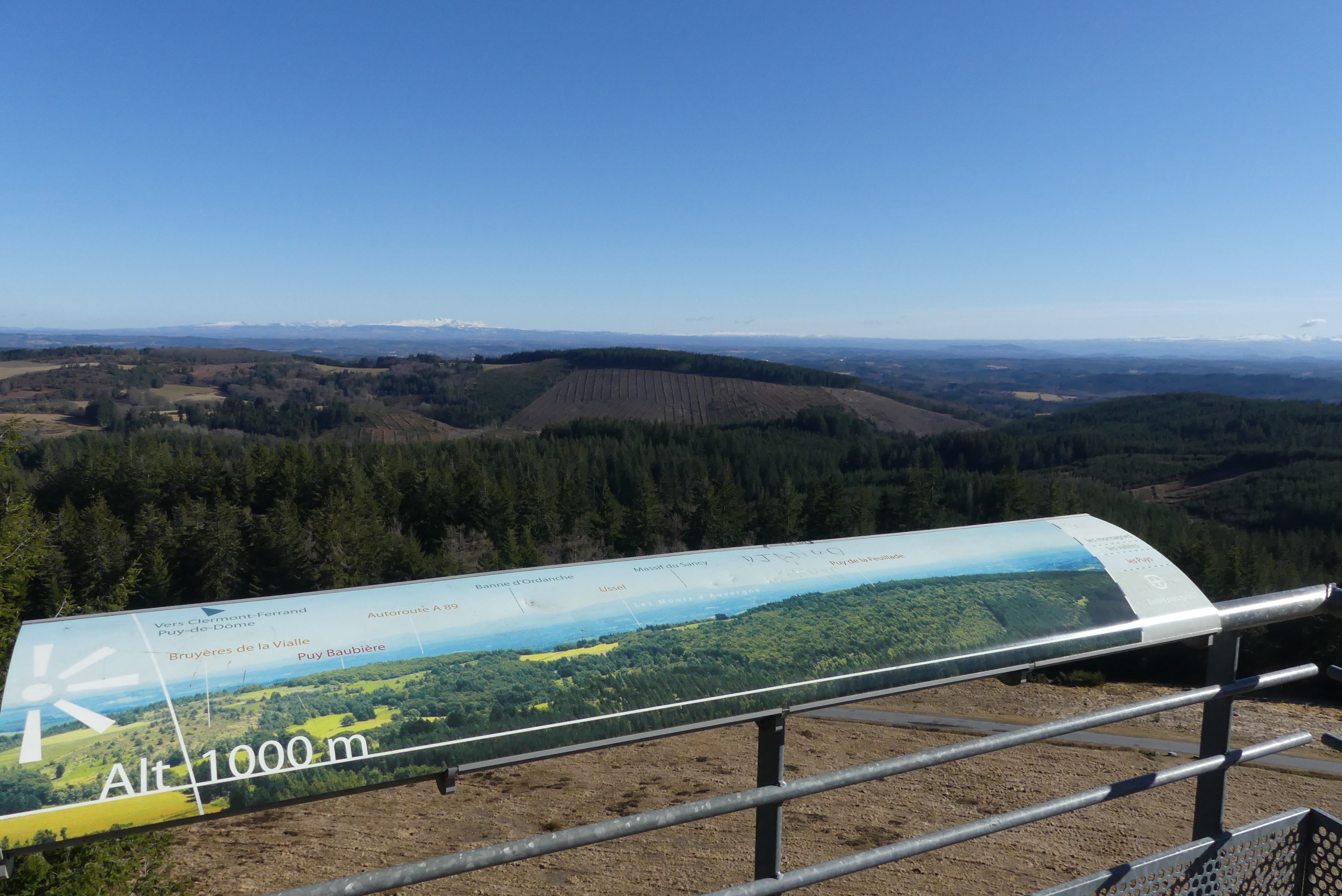
Panorama général.
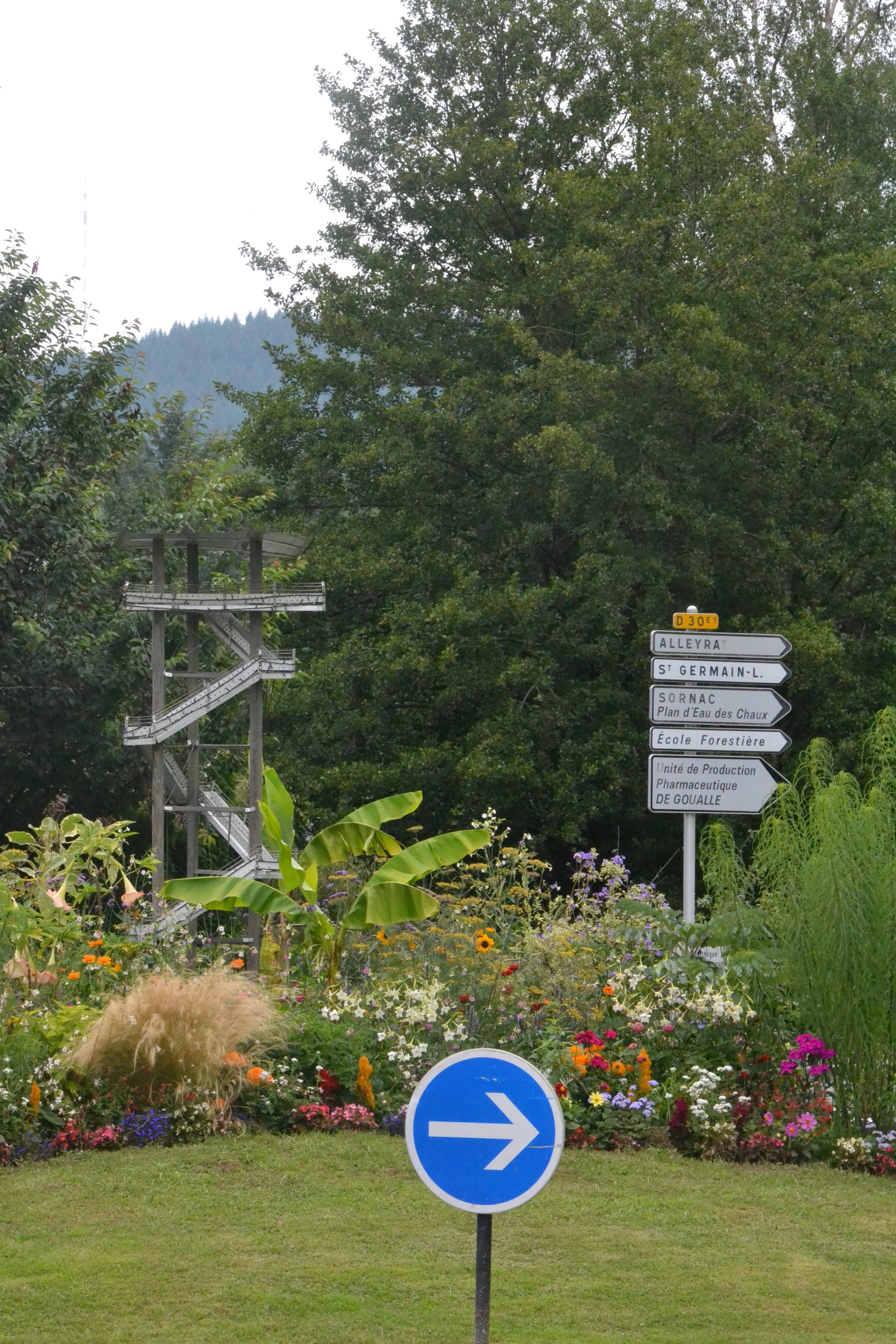
Maquette de la tour à Meymac.

### Sentiers thématiques

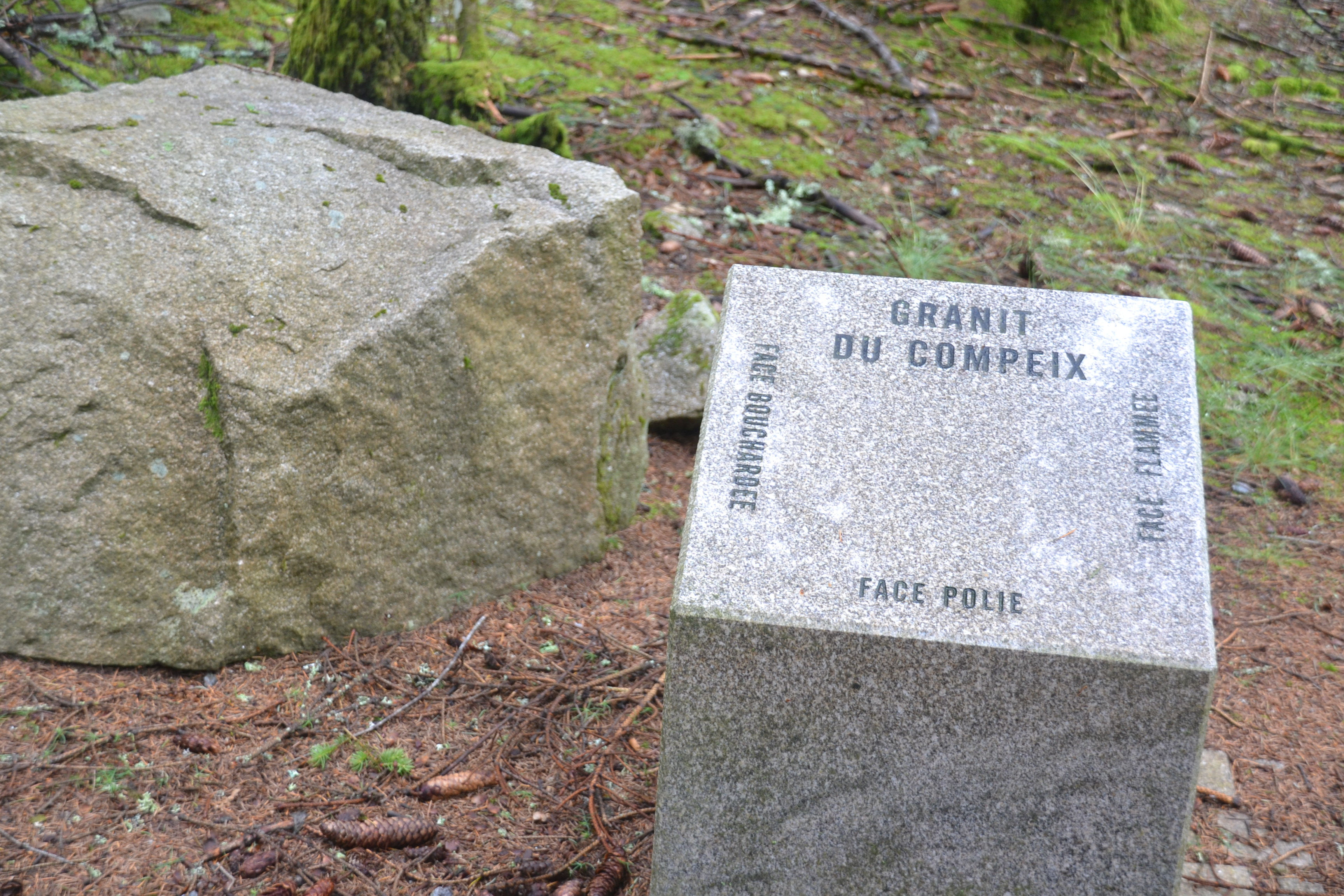
Le sentier du granit.

Autour de la tour, se trouvent deux courts sentiers d'interprétation équipés de bornes explicatives, l'un sur les diverses variétés de champignons, qui mène au petit plan d'eau un peu plus bas, et l'autre sur les différents granites, qui serpente jusqu'à la tour TDF. Sur ces mêmes sentiers, on trouve des petites roches de granite de Guéret.

### Sports de nature

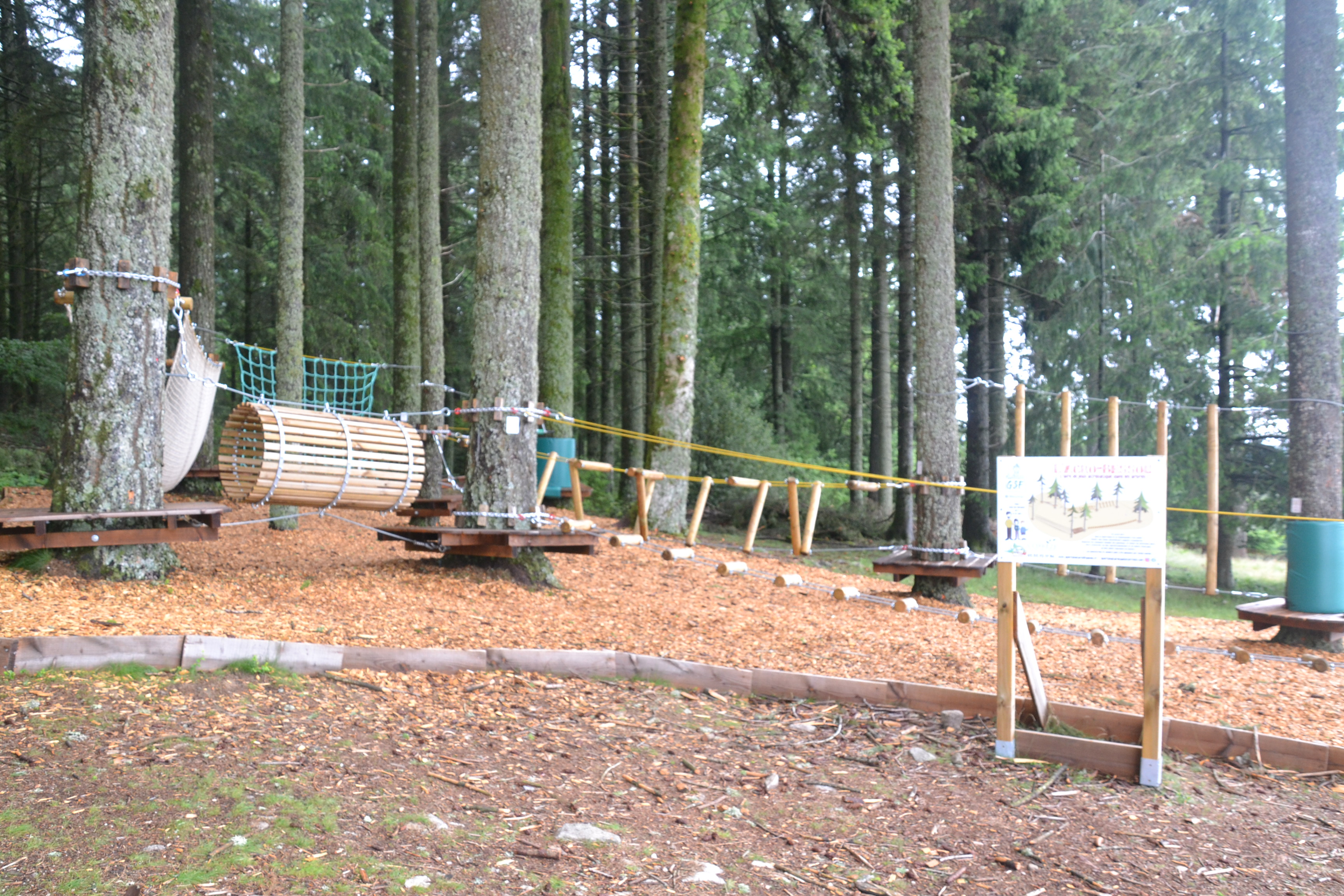
Le mini-parc « Acro-Bessou ».

En 2019, une piste de VTT de 2,5 km est aménagée sur le mont en 2019. Elle s'inscrit dans un projet de grande boucle rejoignant le lac et la base de loisirs de Sèchemailles, à Meymac,.
Un mini-parc de type « accrobranches », destiné aux enfants, est également aménagé au pied de la tour panoramique.

### Autres aménagements
En 2018, une table d'orientation est installée à l'entrée du site, conçue par les élèves du lycée forestier de Meymac.
En période estivale, un chalet ou fuste, conçue par l'architecte Jean Roques et inaugurée en 2013, accueille les visiteurs, : on y trouve un commerce de rafraîchissements et petite restauration et des informations sur les activités des environs et animations ponctuelles se déroulant sur le mont.

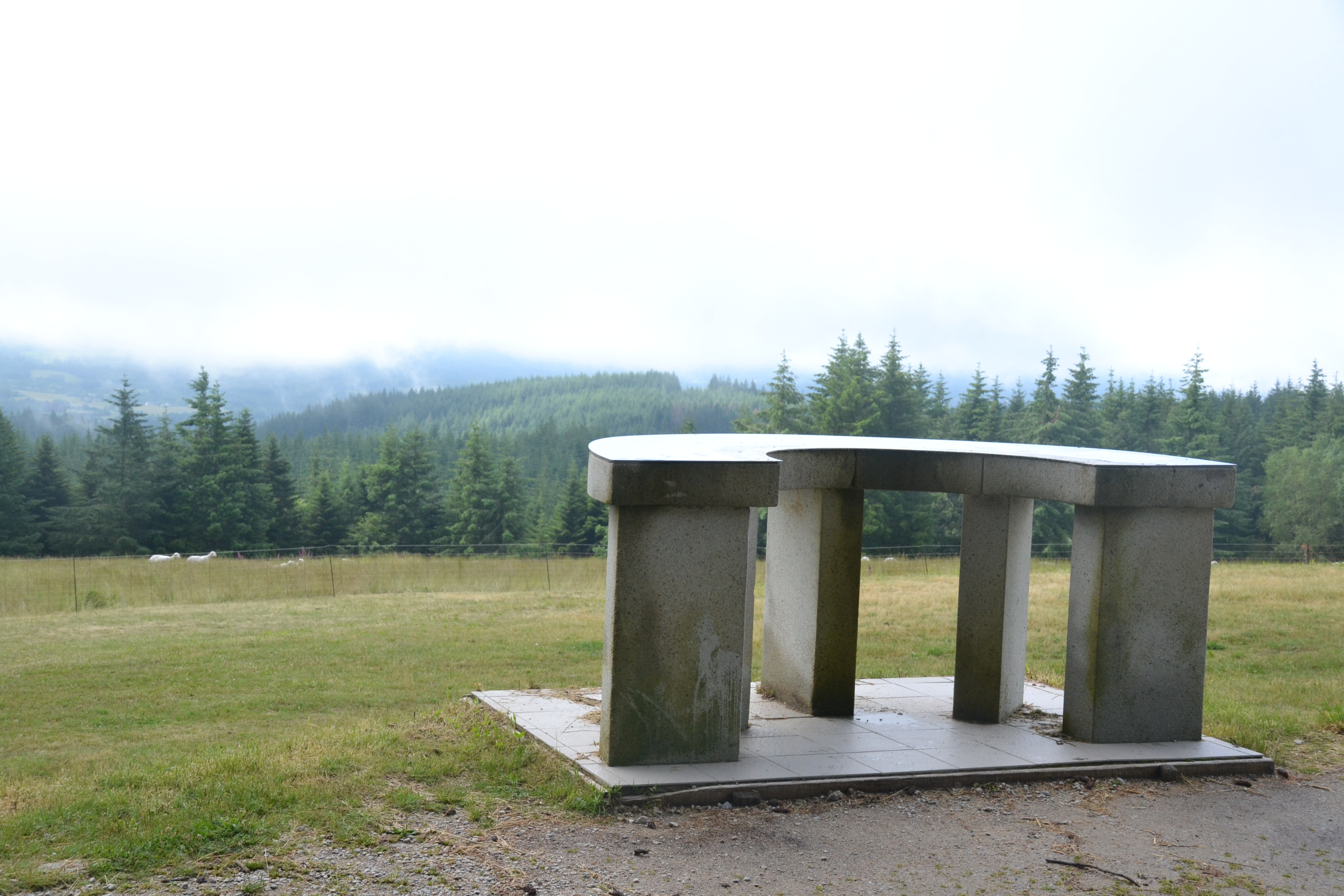
La table d'orientation.
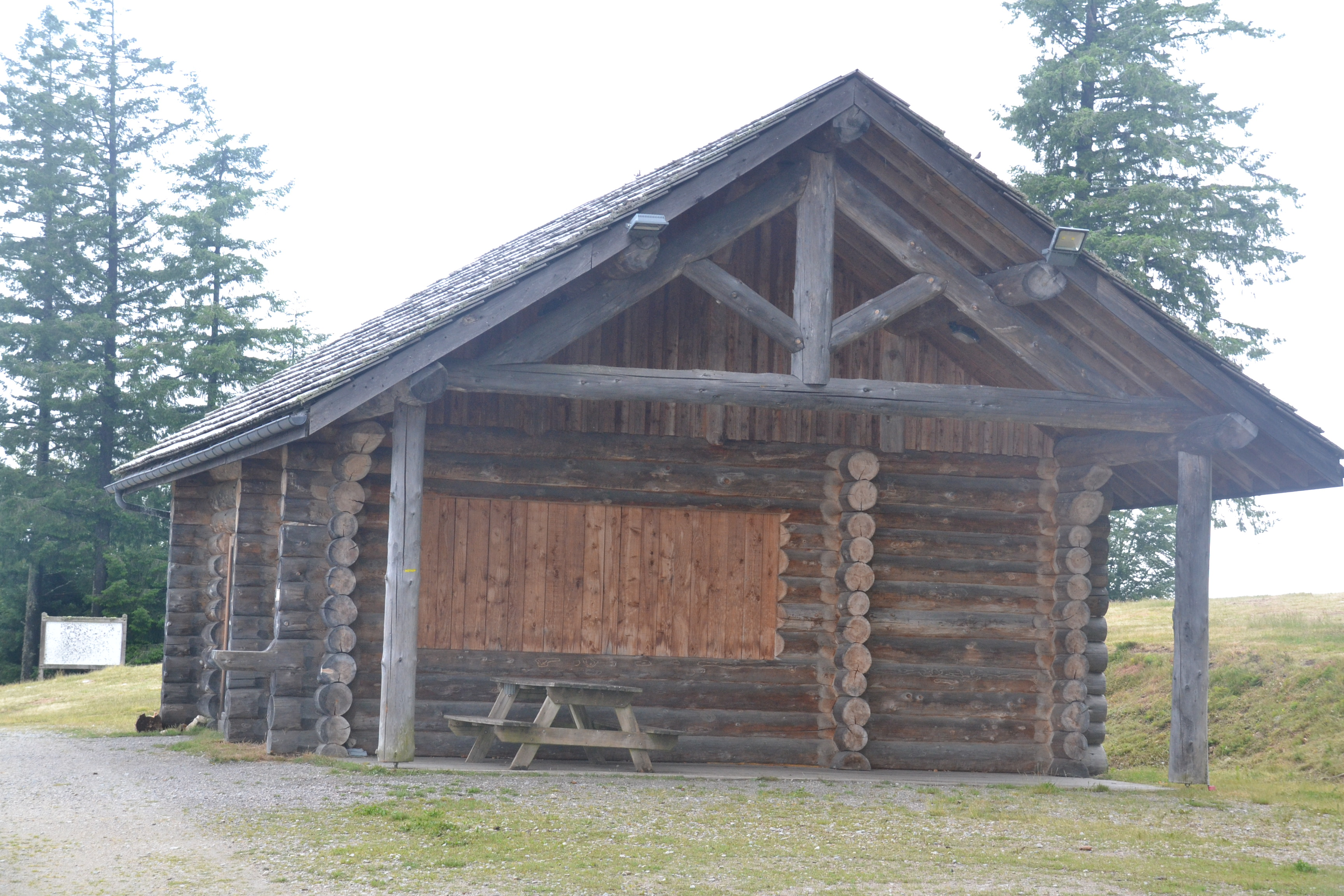
La « fuste » du mont Bessou.